# Anisoperas adulta
Anisoperas adulta là một loài bướm đêm trong họ Geometridae.